# 若さで行こう
『ハチブドー 東芝レコードショウ 若さで行こう』（ハチブドー とうしばレコードショウ わかさでいこう）は、1962年2月2日から1963年4月5日まで、日本テレビ系列局で放送されていた日本テレビ製作の音楽番組である。合同酒精の一社提供。放送時間は毎週金曜 19:00 - 19:30 （日本標準時）。カラー放送。

## 概要
弘田三枝子とスリーファンキーズと水原弘がレギュラーを務めていた若者向けの音楽番組で、毎回ゲストを招いて行われていた。番組は、「ベスト・スリー・コーナー」や「リクエスト・コーナー」などでヒット曲の数々を紹介していた。

## 出演者
- 弘田三枝子
- 長沢純（スリーファンキーズ）
- 高倉一志（スリーファンキーズ）
- 高橋元太郎（スリーファンキーズ） - 後に手塚しげおと交代。
- 水原弘

## エピソード
1983年8月28日に同系列局で放送された日本テレビ開局30周年記念特番『テレビから生まれた歌・30年!』に長沢・高橋・手塚の3人が出演し、本番組出演当時の事を振り返っていた。